# Arouna Koné
Arouna Koné (født 11. november 1983) er en ivoriansk fodboldspiller, der spiller som angriber for Sivasspor i Tyrkiet.

## Klub Karriere

### PSV Eindhoven
Koné spillede i Roda, indtil han skiftede til en anden hollandsk, nemlig PSV Eindhoven. Her skiftede han til i 2005. I hans 2 år i klubben havde han ikke nogle bemærkelsesværdige sæsoner i klubben, da han spillede 53 kampe og scorede 21 mål. Herefter skiftede han videre til Spanien.

### Sevilla FC
Eftersom Middlesbrough havde haft interesse i den ivorianske spiller, var det alligevel spanske Sevilla FC der købte ham for €12 millioner.
Den 16. september 2007 hvor han kom i aktion fra bænken, hvor han erstattede Frédéric Kanouté i 4-1 sejren mod Recreativo de Huelva.
Koné havde under ingen omstændigheder nogle gode år hos klubben, da det blot blev til et enkelt mål i 40 ligakampe. Af den grund blev han i to omgange udlejet.

### Udlån til Hannover og Levante
I 2010 blev Koné efter nogle skuffende kampe for Sevilla FC udlejet til tyske Hannover 96. Her spillede han blot 8 kampe og scorede 2 mål.
Han blev i sæsonen 2011-2012 udlejet til et andet spansk hold, nemlig Levante UD. Her spillede han hele 34 kampe og scorede 15 mål.

### Wigan Athletic
Den 14. august blev det bekræftet, at Koné var blevet købt for €3.5 millioner af Wigan Athletic, hvor han skrev under på en 3-årig kontrakt.
Han vandt bl.a. FA Cuppen med klubben. Det blev i alt til 11 mål i 34 ligakampe. Herefter skiftede han til en Premier League-klub.

### Everton FC
Den 8. juli 2013 blev det offentliggjort, at Koné skiftede til Premier League-klubben Everton.
Den 17. august 2013 fik Koné sin debut, hvor han blev skiftet ind i 81' minut imod Norwich City.

## Landshold
Koné har (pr. marts 2018) spillet 39 kampe og scoret ni mål for Elfenbenskystens landshold. Koné fik sin debut i marts 2004 imod Tunesien.